# Herbert Arnould Olivier
Herbert Arnould Olivier, (né le 9 septembre 1861 à Battle, East Sussex et mort le 2 mars 1952 à Hayling Island, Hampshire), est un artiste britannique, surtout connu pour ses portraits, ses peintures de guerre et ses paysages. Sa carrière s'étend sur un tournant du haut art victorien et sur l'émergence de l'impressionnisme. C'est un oncle du comédien Laurence Olivier.

## Biographie
Herbert Olivier est né en 1861 à Battle, East Sussex, en Angleterre, où son père Henry Arnould Olivier est ecclésiastique. Il a sept frères et sœurs, parmi lesquels, l'homme politique Sydney Olivier et Gerard Olivier, pasteur et père du comédien Laurence Olivier.
Olivier fait ses études entre 1875 et 1877 à la Sherborne School une école publique du Dorset, puis il étudie à la Royal Academy of Arts à partir de 1881, où il remporte le Creswick Prize en 1882, et où il continue à exposer chaque année jusqu'en 1944,.
Olivier expose beaucoup, non seulement à la Royal Academy à partir de 1883, mais également à la Royal Society of Portrait Painters (RP), au Royal Institute of Painters in Water Colours (RI) et au Salon de Paris. Il enseigne à la Bombay School of Art dans les années 1880. Il se rend au Cachemire avec le duc et la duchesse de Connaught en 1884. En 1885, il expose 66 des peintures de son voyage au Cachemire à la Fine Art Society. Ces œuvres ont été considérées comme « efficaces, bien que de couleur dure et grossière » par les critiques. Il bénéficie d'une exposition personnelle aux Grafton Galleries en 1908.
En 1903, Herbert Olivier passe sa lune de miel avec son épouse Margaret Peat dans la villa de leurs amis proches Flora et son mari le peintre Robert Stark à Asolo, dans le nord de l'Italie. Ils font découvrir la Riviera italienne au jeune couple et les persuadent d'acheter un terrain à La Mortola. Olivier est également un architecte amateur : il  conçoit plusieurs villas sur le domaine et ses photos sont des visions bucoliques de plantations méditerranéennes luxuriantes et de statuaire classique.
En 1917, Olivier est nommé artiste de guerre officiel et en 1924, il présente à la nation, pour exposition dans le « nouveau musée de la guerre de South Kensington », un certain nombre de peintures, dont Le Conseil suprême de guerre (dont l'original fut donné à le gouvernement français et exposé au château de Versailles), La réunion d'armistice, Les représentants militaires en conférence, La table des signatures de la paix et divers portraits. Les peintures font désormais partie des collections de l'Imperial War Museum,.
Olivier est élu à la Royal Society of British Artists en 1887 et au Royal Institute of Painters in Watercolours en 1929 où une grande exposition rétrospective de son travail a lieu en 1935.
Il est mentionné dans British Watercolour Artists de Mallalieu et Art Reference de Davenport . Son travail et sa biographie sont publiés dans The Modern British Paintings, Drawings, and Sculpture, aux éditions Chamont, à Londres, en 1964. Plus tard dans sa vie, son travail s'oriente vers de grandes œuvres cérémonielles utilisant des huiles. Il a donné son tableau, Lord Selborne et Bishop Gore-Browne,au Club Athenaeum en 1937.
En 1952, il meurt à l'âge de 90 ans, à Hayling Island, Hampshire.

## Style et accueil
Herbert Olivier est un portraitiste, un peintre allégorique et paysagiste, un grand voyageur très polyvalent et a ensuite été nommé artiste de guerre officiel. Beaucoup de ses images exposées étaient des portraits des grandes figures de la société victorienne et édouardienne, notamment le roi George V et le roi Édouard VIII lorsqu'ils étaient prince de Galles, et se trouvent maintenant dans des musées et des collections privées. Sa carrière s'étend sur un tournant du haut art victorien et sur l'émergence de l'impressionnisme.

## Galerie

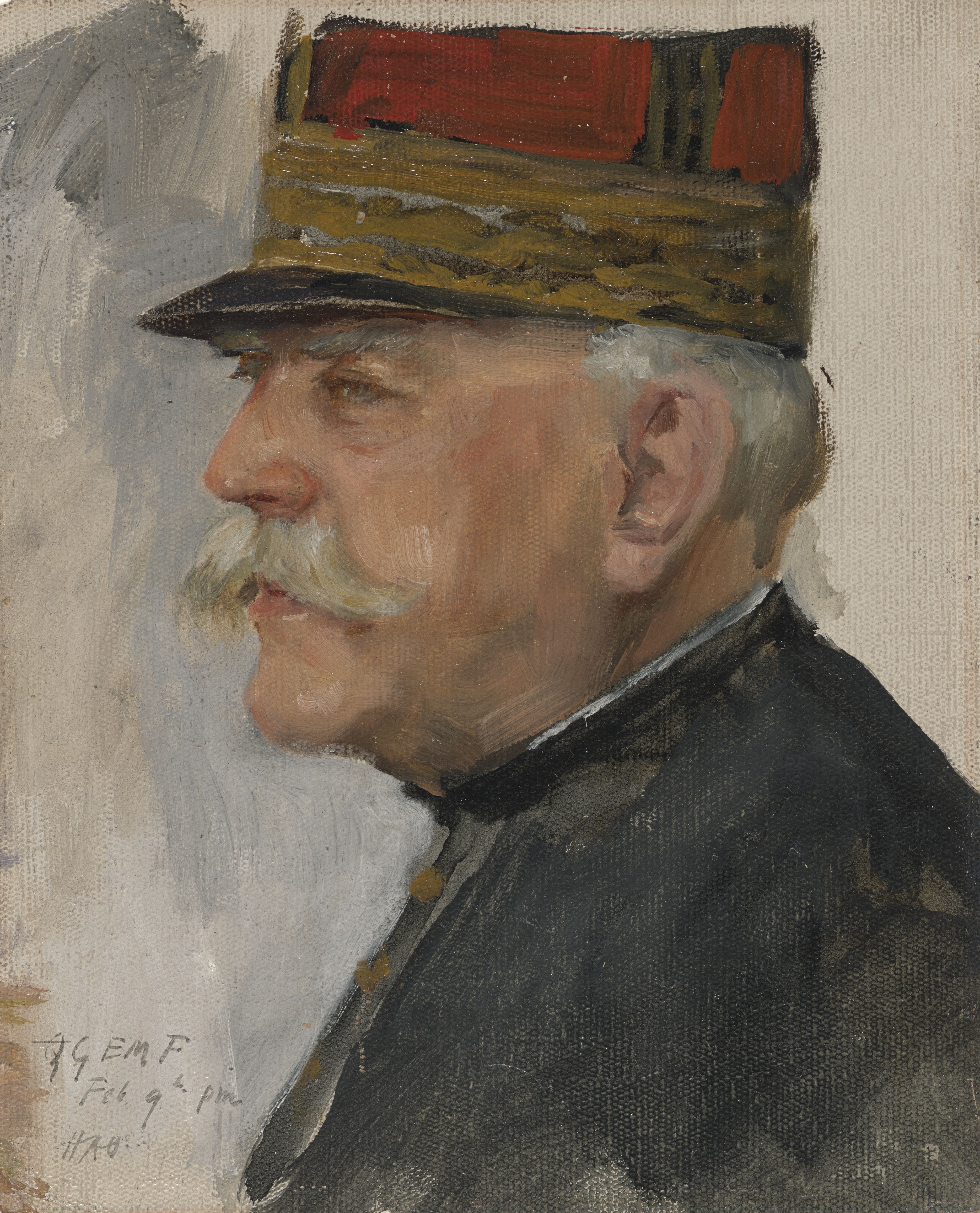
Portrait du général Joffre en 1915, conservé à l'ambassade britannique à Paris.
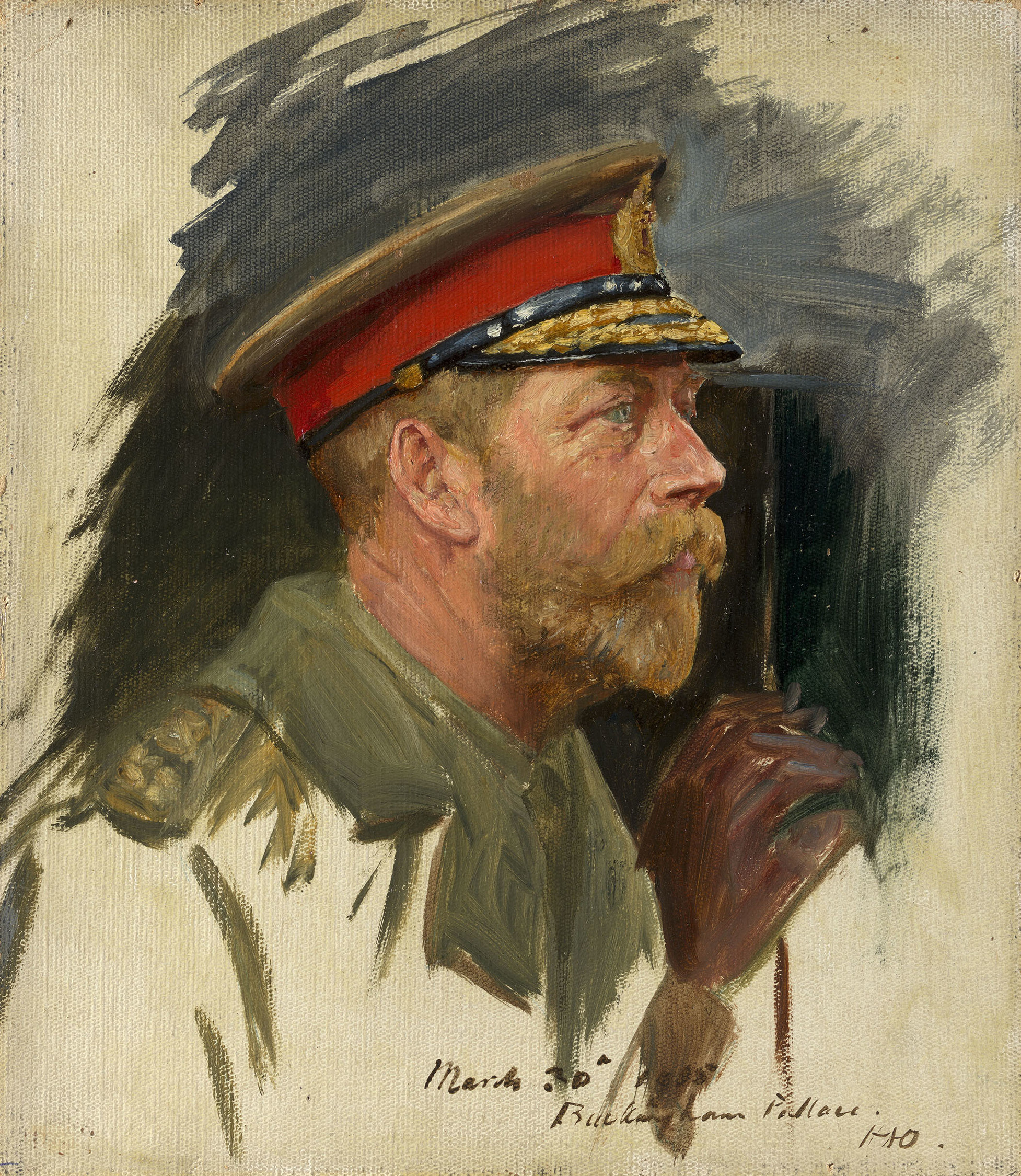
Portrait du roi George V en 1915, conservé à la Royal Collection.
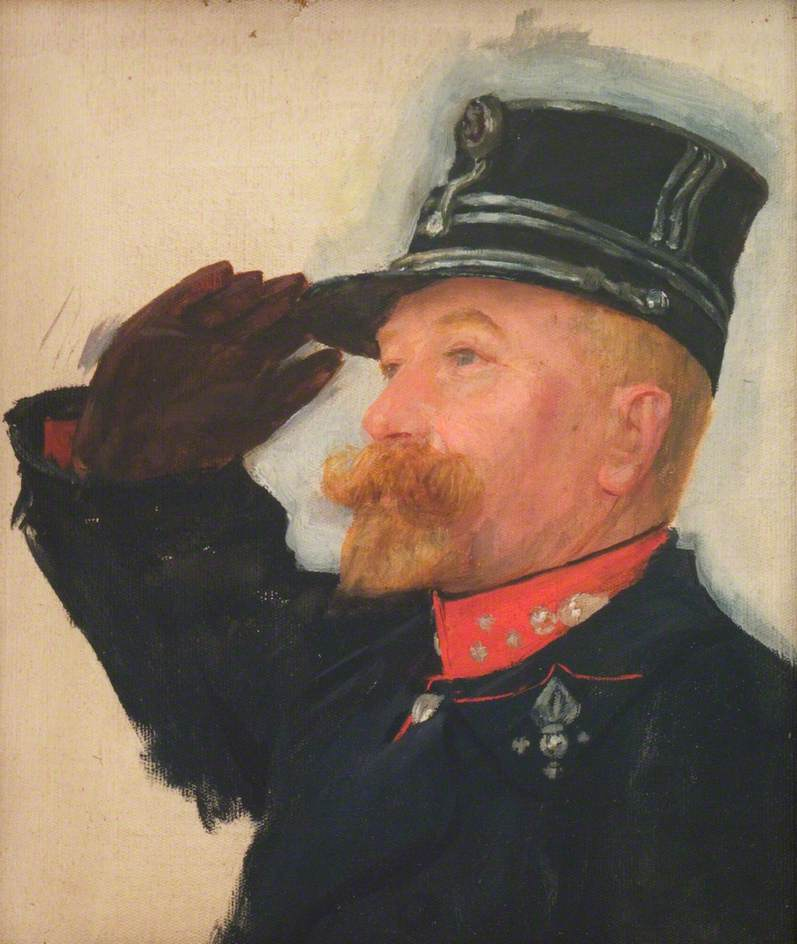
Portrait du commandant Blanpain en 1915, conservé à la Lancaster House.
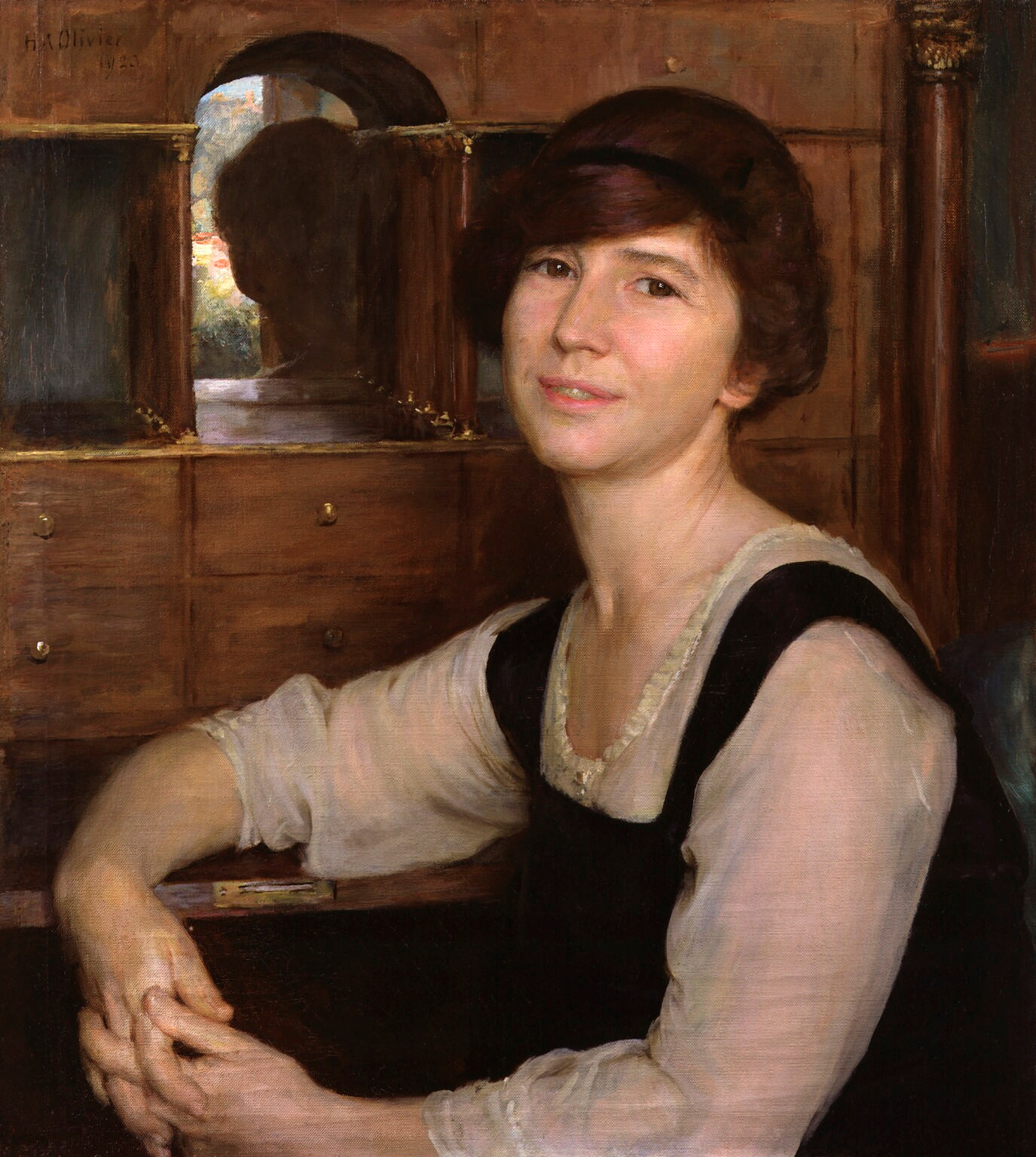
Dame Freya Madeline Stark en 1923, conservé à la National Portrait Gallery.
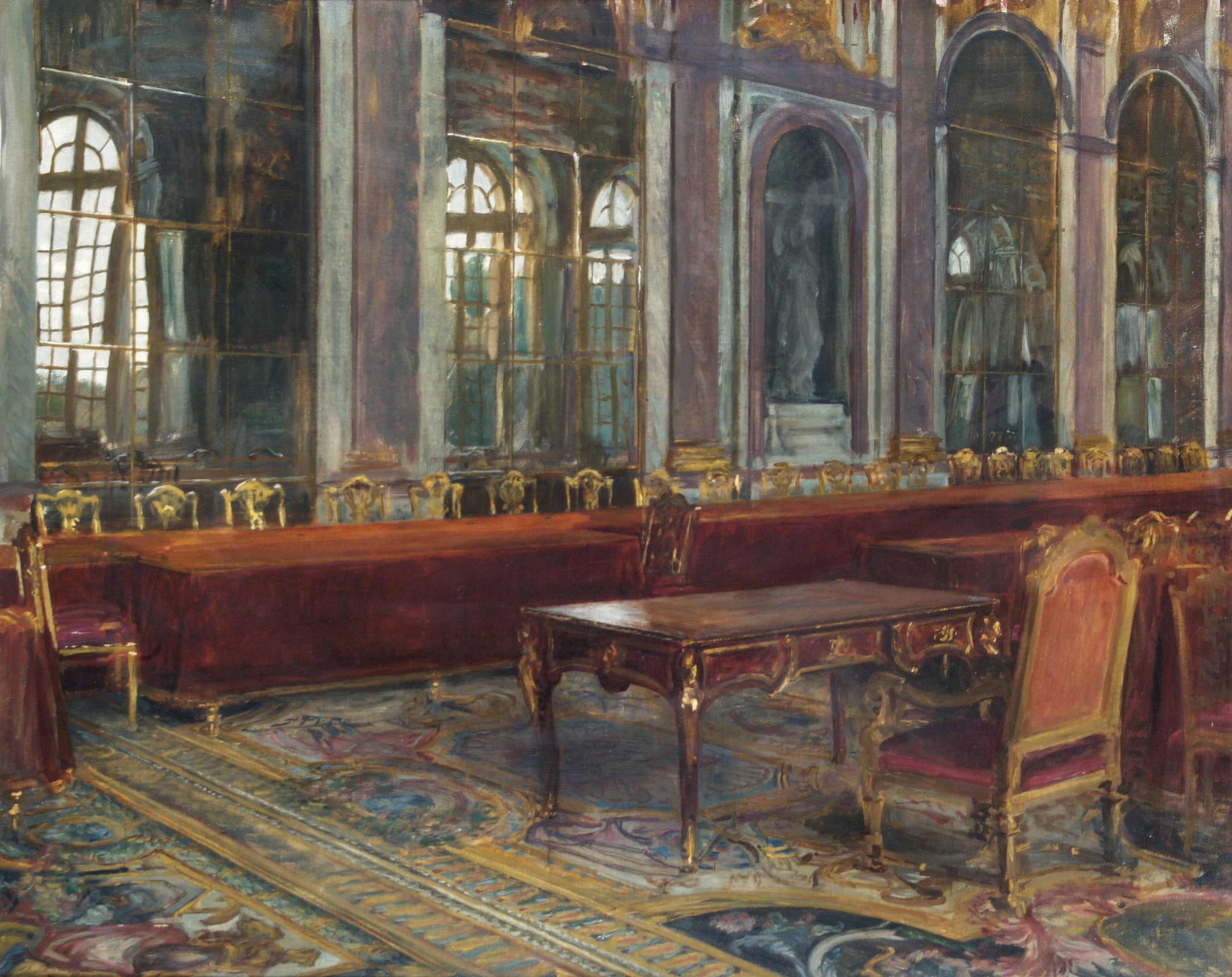
Esquisse de la table de marbre où a été signé le Traité de Versailles en 1919, conservé à l'Imperial War Museum.